# Johann Dihanich
Johann Dihanich (Eisenstadt, 16 novembre 1956) è un ex calciatore austriaco, di ruolo centrocampista.

## Palmarès

### Club

#### Competizioni nazionali
- Campionato austriaco: 5

Austria Vienna: 1978-1979, 1979-1980, 1980-1981, 1984-1985, 1985-1986